# 普拉塔瓦农村居民点
普拉塔瓦农村居民点（俄语：Платавское сельское поселение）是俄罗斯联邦沃罗涅日州列皮约夫卡区所属的一个农村居民点。其下辖有2个居民点，行政中心为普拉塔瓦。据2016年统计，该农村居民点的人口为883人。